# 弗馬納和南蒂龍 (英國國會選區)
弗馬納和南蒂龍（英語：Fermanagh and South  Tyrone），英國國會一郡選區，位於北愛爾蘭，包括弗馬納區全部及鄧甘嫩-南蒂龍區一部。創設於1950年。
本區屬親愛爾蘭選區，但在1955年新芬黨的候選人被裁定當選無效，而由北愛爾蘭統一黨的候選人取得議席。1970年親愛爾蘭政黨共同推荐單一候選人重奪議席，但其後社會民主及勞工黨獨立參選，導致親英派在1974年2月再勝，八個月後才再靠補選收復議席。1983年親英派再一次因社民工黨參選而漁翁得利。2001年當選、新芬黨的米歇爾·吉爾德紐在2010年大選中以四票之微二度連任成功。

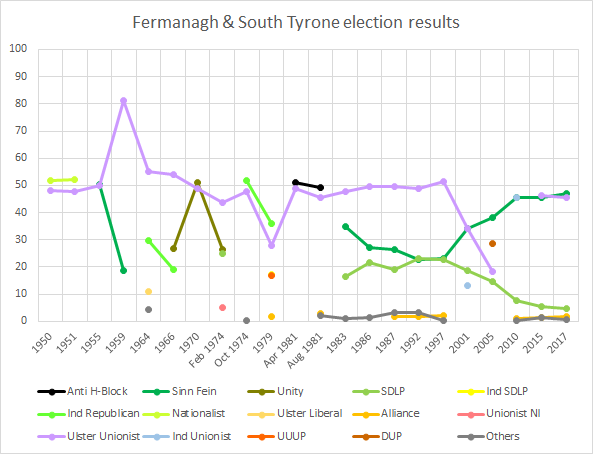
歷年選舉結果：紫色代表阿爾斯特統一黨；深綠色代表新芬黨

2015年英國大選時，阿爾斯特統一黨的Tom Elliott當選，但於兩年後遭新芬黨收復失地。